# Aquabacterium tepidiphilum
Aquabacterium tepidiphilum es una bacteria gramnegativa del género Aquabacterium. Fue descrita en el año 2019. Su etimología hace referencia a amante del calor. Es aerobia y móvil por flagelo polar. Tiene un tamaño de 1-1,3 μm de ancho por 1,6-2 μm de largo. Forma colonias translúcidas tras 2 días de incubación en agar R2A. Temperatura de crecimiento entre 25-50 °C, óptima de 37-45 °C. Catalasa y oxidasa positivas. Se ha aislado de una fuente termal en el Tibet. 